# Anolis evermanni
Anolis evermanni är en ödleart som beskrevs av  Leonhard Hess Stejneger 1904. Anolis evermanni ingår i släktet anolisar, och familjen Polychrotidae. Inga underarter finns listade i Catalogue of Life.